# بافل أورلوف
بيفل أورلوف (بالروسية: Павел Маратович Орлов)‏ هو لاعب كرة قدم روسي في مركز الدفاع، ولد في 8 ديسمبر 1992 في كاميشين في روسيا. لعب مع موردوفيا سارانسك.

## وصلات خارجية
- بيفل أورلوف على موقع قاعدة بيانات كرة القدم.إي يو (الإنجليزية)
- بيفل أورلوف على موقع Soccerway.com (الإنجليزية)